# Zonerodius heliosylus
Zonerodius leucolopha este o specie de stârc din familia Ardeidae. Face parte din genul monotipic Zonerodius.  Este o pasăre originară din Noua Guinee. 